# Waterford Castle

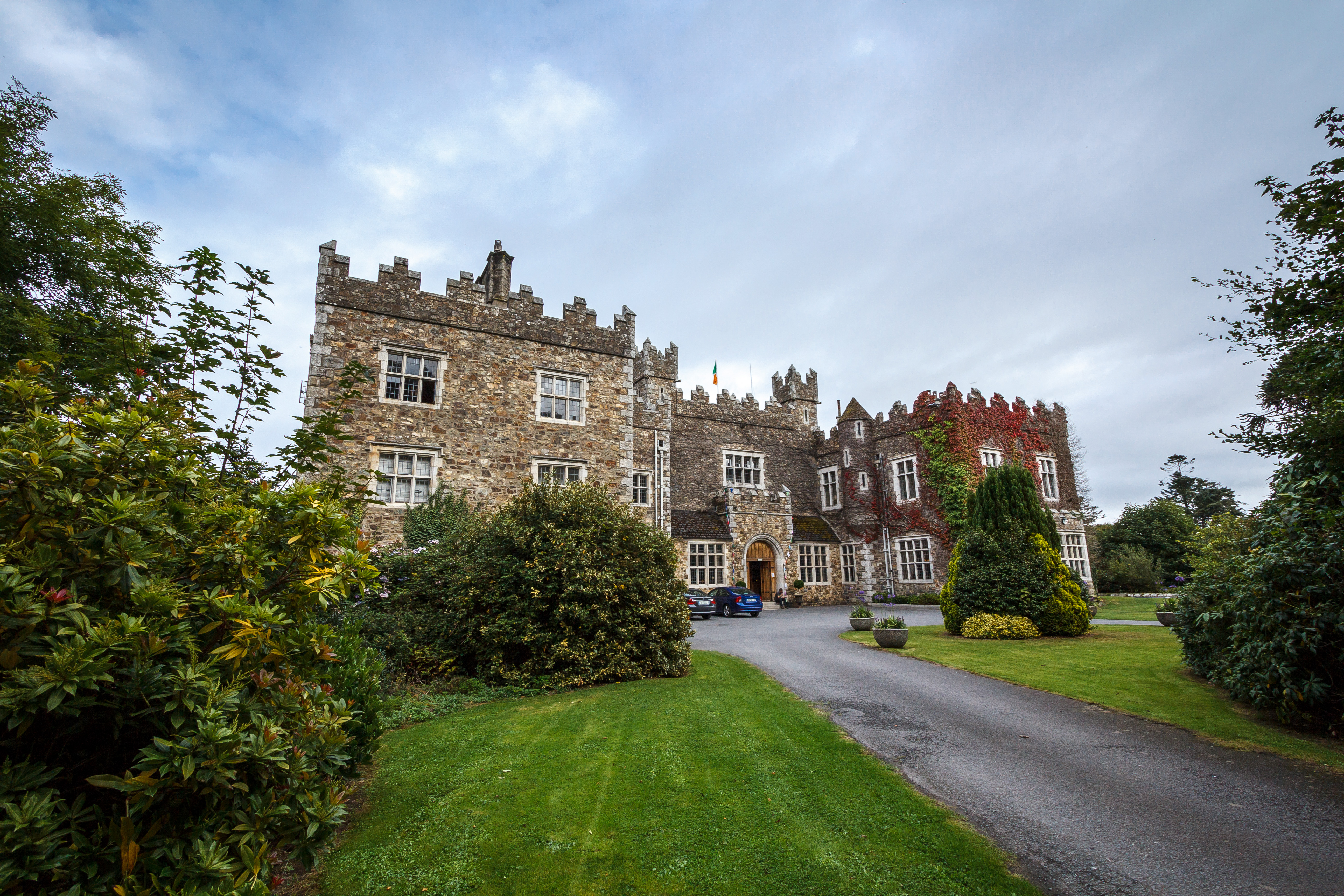
Waterford Castle

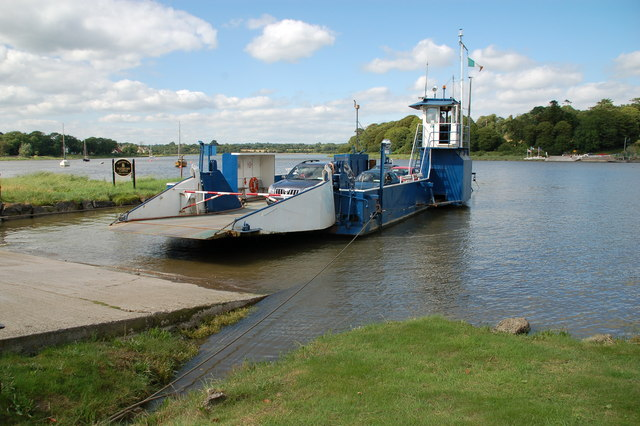
Die Fähre nach Little Island

Waterford Castle (irisch Caisleán Phort Láirge) ist ein Landhaus auf Little Island in Waterford im irischen County Waterford. Das Anwesen mit dem Haus und vorher der Burg gehörte hunderte von Jahren der Familie Fitzgerald. In den 1980er-Jahren wurde das Landhaus in ein Hotel umgebaut.

## Frühere Burg
Die ursprüngliche Burg der FitzGeralds war wohl ein Tower House oder ein Festes Haus und wurde als „ein quadratisches Gebäude mit Zinnen, erbaut im 16. Jahrhundert, mit einem Spitzbogeneingang und einem Fenster, flankiert mit einem Steinkopf“ beschrieben. Der Familienzweig der FitzGeralds, dem Waterford Castle gehörte, bestand aus Abkömmlingen von Patrick FitzGerald, dem „de jure“ 6. Earl of Kildare.

## Heutiges Landhaus
Das heutige Landhaus ließ Gerald Purcell-FitzGerald (1865–1946) im Jahre 1895 als neugotisches Haus errichten, das Bausteine eines früheren Hauses (vor 1845) und Teile des früheren Tower House (vor 1645) enthielt. Die Pläne stammten von Romayne Walker und Albert Murray (1849–1924) hatte die Bauleitung inne. Als Baumaterial diente unbehauener Bruchstein und für die Ecksteine, Fensterrahmen und irischen Zinnen fein behauener Werkstein.